# Patti Hansen

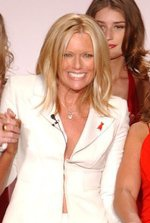
Foto da atriz e modelo norte-americano Patti Hansen.

Patti Hansen (Staten Island, 17 de março de 1956) é uma atriz e modelo norte-americana, de origem norueguesa.
Foi uma supermodelo nos anos 1970 e 1980. Desfilou nas passarelas internacionais para diversos nomes da alta-costura mundial e foi capa das grandes revistas de moda, como Vogue, Elle e Harper's Bazaar.
Em 18 de dezembro de 1983, Patti casou-se com Keith Richards, guitarrista dos Rolling Stones, com quem tem duas filhas, Alexandra Nicole(1986) e Theodora Dupree (1985) e mantém uma relação estável - apesar do estilo de vida agitado do músico, sempre em turnês mundiais com a banda - há quase vinte e cinco anos.